# Błona mięśniowa macicy

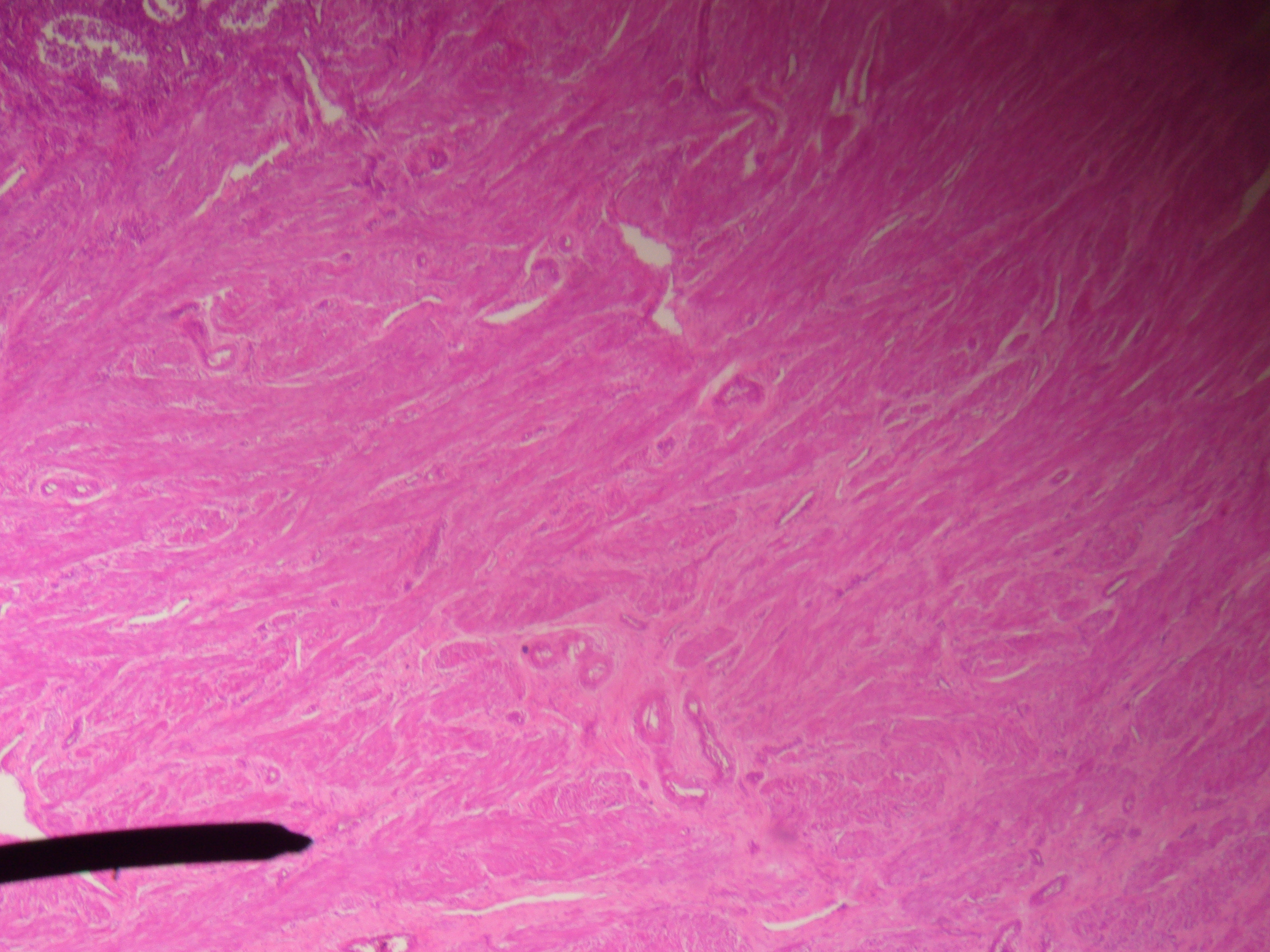
Widok mikroskopowy

Błona mięśniowa macicy, mięsień maciczny (łac. tunica muscularis uteri, myometrium) – najgrubsza warstwa ściany macicy. Składa się ze zwartego układu pęczków mięśniowych gładkich, wśród których występuje znikoma ilość tkanki łącznej, głównie w otoczeniu licznych naczyń krwionośnych. Błona mięśniowa jest jednocześnie błoną naczyniową.
Grubość błony mięśniowej macicy u człowieka wynosi 1–1,5 cm, wyróżnia się w niej trzy warstwy:
- nadnaczyniowa (zewnętrzna)
- naczyniowa (środkowa, najgrubsza, zawiera liczne rozgałęzienia naczyń krwionośnych)
- podnaczyniowa (wewnętrzna, przylega do błony śluzowej)[2].